# 里昂商学院
里昂商学院（Emlyon Business School）是一所位于法国里昂的商学院。它成立于1872年。該學院提供工商管理學學士、管理硕士、金融碩士、工商管理碩士 、理學碩士、哲學博士等學位。
学校有七个校区，分別位於埃屈利、圣艾蒂安、巴黎、上海、卡萨布兰卡和布巴内什瓦尔以及孟买。  里昂商学院也是大学校会议的成员，並且擁有商学院三重认证（歐洲質量改善系統、 國際商管學院促進協會和工商管理硕士协会）。 

## 历史
里昂商学院成立于1872 年，是法国第四所商学院。2007年，里昂商学院上海校区成立。 2015年，卡萨布兰卡校区成立。2021年，孟買校區成立。